# Mundartwettstreit
Mundartwettstreit, Mundartdichterwettstreit, Mundartwettbewerb oder ähnlich werden die literarischen Wettbewerbe genannt, die in solchen deutschen Regionen stattfinden, in denen – vor allem in der Umgangs- und Alltagssprache – noch Dialekt gesprochen wird, und die auch im jeweiligen Dialekt ausgetragen werden.

## Überblick
Die Ausschreibung erfolgt regelmäßig, z. B. jährlich, und zwar teils durch Kommunen, teils durch Schulen oder Volkshochschulen, teils durch Literaten- oder Kulturvereine, soweit sie sich der Dialektpflege und -erhaltung verpflichtet sehen.
Anfangs haftete solchen Wettbewerben ein gerne mit „Weck–Wurst–Wein“ charakterisiertes Image an, weil eine mehr oder minder starke Volkstümelei mit Hang zu Knittelversen und Büttenreden unverkennbar war. Mittlerweile können Themen und Formen aber jeden Vergleich mit hochsprachlichen Literaturwettbewerben bestehen.
In der Regel befassen sich die Wettbewerbe mit dem Genre der Lyrik, manche auch zusätzlich mit Prosa. In jüngster Zeit sind ganz vereinzelt Schauspiel oder szenische Darstellung hinzugekommen.
Da Lyrik und Prosa meist auf beträchtliches Interesse von Bewerbern stoßen, trifft in diesen Sparten häufig die Jury unter den schriftlichen Bewerbungen eine Vorauswahl. Die dabei übriggebliebenen Kandidaten treten dann in einer Endrunde gegeneinander an, in der sie ihre Werke der Jury und dem Publikum mündlich vorzutragen haben. Die Sieger erhalten Geld- oder Sachpreise.

## Regionen

### Pfalz
In der rheinland-pfälzischen Region Pfalz fanden bis 2011 vier Wettbewerbe regelmäßig statt. Auf die längste Tradition blickt der Pfälzische Mundartdichterwettstreit zurück, der alljährlich seit 1953 in Bockenheim an der Weinstraße ausgetragen wird. Die beiden anderen großen Pfälzer Veranstaltungen sind der Mundartwettbewerb Dannstadter Höhe (seit 1988), der mittlerweile die stärkste Beteiligung aufweist, und der Sickinger Mundartdichter-Wettstreit (seit 1991). Der Mundartdichter-Wettstreit Gonbach fand von 1984 bis 2011 statt und wurde dann eingestellt, weil der Organisator sich aus Altersgründen zurückzog.